# Железнодорожный вокзал Хошимина
Железнодорожный вокзал Сайгон (вьет. Ga Sài Gòn) — вокзал города Хошимин, Вьетнам. Расположен на территории 3-го района, по адресу 1 Nguyễn Thông. Вокзал является конечным для линии Север-Юг.
Каждый год перед вьетнамским Новым Годом железнодорожный вокзал Хошимина принимает тысячи пассажиров из-за чего возникают очереди за билетами. С начала 2007 года билеты можно купить онлайн, что облегчает покупку билетов домой.

## История
Первоначальный железнодорожный вокзал Хошимина, открытый в 1885 году, был построен французами в районе парка 23 сентября рядом с рынком Бен Тхань. Нынешняя станция, изначально центр хранения и доставки багажа, была построена в начале 1930-х годов французскими колонистами в рамках строительства железной дороги Ханой-Сайгон. Станция расположена примерно в 1 км от центра города.
В 1978 вокзал был закрыт на реконструкцию. В результате которой станция была перенесена в район Биньтхань и расположилась на месте грузовой станции Хоа Хунг. В 1983 году были закончены работы по модернизации и переоборудованию бывшего грузового терминала и в ноябре новое здание вокзала официально было введено в эксплуатацию.

## Галерея
- Пассажиры садятся в поезд
- Отправление поезда
- Локомотив рядом со станцией
- Станция Сайгон в 1885 году